# Gyula Futó
Gyula Futó (* 29. Dezember 1908; † 2. Oktober 1977) war ein ungarischer Fußballspieler. Er kam siebenmal als Nationalspieler zum Einsatz.

## Karriere

### Verein
Futó spielte von 1932 bis 1939 ausschließlich für den Újpest Football Club, mit dem er dreimal die Meisterschaft gewann. Mit seinem Verein nahm er zudem am ersten internationalen Wettbewerb für Vereinsmannschaften teil. Die in Hin- und Rückspiel ausgetragenen Finalspiele um den Mitropapokal endeten 1939 mit 4:1 und 2:2 gegen Ferencváros Budapest. 

### Nationalmannschaft
Futó absolvierte sieben Länderspiele für die Nationalmannschaft Ungarns. Sein Debüt gab er am 27. Mai 1934 in Neapel beim 4:2-Achtelfinalsieg über die Nationalmannschaft Ägyptens während der Weltmeisterschaft in Italien. 1935 bestritt er ein weiteres, 1936 zwei weitere und 1937 drei weitere Einsätze als Nationalspieler. Sein letztes Spiel im Nationaltrikot bestritt er am 19. September in Budapest beim 8:3-Sieg über die Nationalmannschaft der ČSSR.

## Erfolge
- Mitropapokal-Sieger 1939
- Ungarischer Meister 1933, 1935, 1939